# Вецило
Вецило (на немски: Wezilo; † 1088) е от 1084 до 1088 г. архиепископ на Майнц по времето на борбата за инвеститура.

## Биография
Той първо е свещеник в Халберщат. Вецило представя позицията на крал Хайнрих IV в конфликта му с папа Григорий VII. Затова на синода в Кведлинбург през април 1085 г. Вецило също е отлъчен. С Хайнрих IV той обещава на антипапа Климент III да стане папа. Той представя Хайнрих IV и при крал Вратислав II от Бохемия.
На края на живота си Вецило се оттегля от Хайнрих. Той е погребан в катедралата на Майнц. Последван е 1088 г. от Рутхард.